# می‌یاما-زاکورا
می‌یاما-زاکورا به معنی ساکورای اعماق کوه (به ژاپنی: (深山桜 ミヤマザクラ miyama-zakura) (نام علمی: Cerasus maximowiczii)، یک نوع ساکورای خودرو است. به غیر از ژاپن در شمال شرقی چین کره و شرقی‌ترین نواحی روسیه نیز دیده می‌شود. این درخت بیشتر در داخل کوه‌ها یافت می‌شود و در آب و هوای سرد بهتر رشد می‌کند. شکوفهٔ آن بسیار کوچک است و گل‌های آن به صورت خوشه‌های ۴ تا ۱۰ گانه مجتمع است. در ژاپن از تمامی انواع دیگر ساکورا گل آن دیرتر شکوفا می‌شود و زمان شکوفایی آن حتی به اواخر ماه مه می‌رسد. شکوفایی گل بعد از سبز شدن برگ‌ها است. به علت دیر شکوفا شدن و گذشتن از زمان هانامی کشت آن چندان رواج ندارد. بر روی برگ و دمبرگ‌های آن کرک‌های بسیاری دیده می‌شود. به این نوع ساکورا شیرو-ساکورا یا ساکورای سفید نیز گفته می‌شود.

## ویژگی
- طول درخت: ۱۰–۱۵ متر
- گل‌آذین:گل‌آذین خوشه‌ای
- تعداد گلبرگ: ۵ عدد
- رنگ: سفید
- قطر گل: ۱٫۴ تا ۲ سانتیمتر
- زمان گل‌دهی:اوایل تا اواخر ماه مه
- محل نمونه:باغ گیاه‌شناسی جنگل تاما[۲]